# Quintin Mikell
Quintin Mikell (nascut el 16 de setembre de 1980 a Nova Orleans, Louisiana) és un exjugador professional de futbol americà que jugà en la posició de saguer a la NFL als Philadelphia Eagles, St. Louis Rams i Carolina Panthers.